# E951
La ruta europea E951 és una carretera que forma part de la Xarxa de carreteres europees. Comença a Ioannina (Grècia) i finalitza a Mesolongi (Grècia). Té una longitud de 180 km. Té una orientació de nord a sud.